# 時空異邦人KYOKO
『時空異邦人KYOKO』（タイムストレンジャーキョーコ）は、種村有菜が執筆した少女漫画である。

## 概要
月刊少女漫画雑誌『りぼん』で2000年9月号から2001年9月号まで連載。全13話。単行本は全3巻。
『神風怪盗ジャンヌ』の連載終了後わずか2ヶ月で開始されたこの連載は、作者自身が中学時代から温めていた作品であり、その時期には既に登場人物達のイメージなども出来上がっていたという。しかし、様々な要因から作者の納得する作品を作ることができず、この連載を打ち切りとすることを作者本人が決定した。このため、連載の終盤に登場する重要人物6人については、彼らの能力や性格に関する説明や描写がほとんど省略されてしまっている（後述参照）。

## あらすじ
時は30世紀。地球国第一王女・朱臣響古は、16年間眠ったままの双子の妹・憂を目覚めさせるため、ボディーガードである神逆滝、神氷月とともに12人の異邦人（ストレンジャー）を探すこととなった。
響古自身は時を操る時空異邦人、逆滝は水晶異邦人であることが発覚。残り10人のうち9人はそれぞれの種族の族長であった。そして最後の1人は……。
目覚めの儀式が始まるとき、響古の意外な正体が明らかとなる。

## 登場人物
声優は『りぼん』2001年11月号の応募者全員サービス企画でリリースされたオリジナルアニメビデオ『時空異邦人KYOKO ちょこらにおまかせ!』のもの。

### 異邦人（ストレンジャー）
朱臣響古（すおみ きょうこ） / 時空異邦人（タイムストレンジャー）
声 - 水野理紗
主人公。6月10日（時の日）生まれのA型。第1話の時点で16歳。地球国の姫。
ちょこらにはキョーコと呼ばれている、明るく活発な性格の少女。しかしフラメンコの稽古をサボりたがる程ぐうたらで国民の税金を贅沢に使う問題児の面もある。
人間として育てられたが実際は時の神クロノスの娘。本人はこの事を憂を目覚めさせるまで知らず、魔族だと思い込んでいた（本人曰く「耳とがってるし、高いところから落ちても平気だし」）。
時の神の子供は一定の年齢まで人間の体を借りて地上で生活し、心を成長させなければならないため、誕生日が同じ唯一の人物である地球国王女・憂の肉体を借りていた。小さな頃「度胸をつけるための訓練」として崖から飛び降りる遊びを繰り返していた。
憂に身体を返して身体が無くなった後、地球王以外の国民の彼女に関する記憶は憂とのものへ書き換えられたが、異邦人の力により取り戻された。その後自身の強い望みで再び地上へ戻り、憂の肉体の代わりに地球王の妻・季結（きゆ）の身体を貰う。
異邦人としての能力は時を操ること。
後作の『紳士同盟†』に出てくる絵本『忘れられない魔女の歌』に「姫君」として登場する。また、単行本中の作者のコメントによると、前作の『神風怪盗ジャンヌ』の主人公・日下部まろんの生まれ変わりでもあるという（上述のぐうたら振りは前作で両親の気を引くために優等生を演じ続けた反動とも取れる）。
神逆滝（じん さかたき） / 水晶異邦人（クリスタルストレンジャー）
声 - 林伊織
7月21日生まれのA型。17歳。
竜族の生き残り（族長の嫡男。後継者）で、響古のボディーガード。学校では護衛のため学年を誤魔化して響古と同じクラスにいた。響古に次いで異邦人であることが判明した。
正義感が強く真面目な性格であるため響古と氷月の突っ込み役。チョコレートで酔う。
響古の記憶が憂に書き換えられて皆の記憶の中から響古が消える中、彼女の事を一番に思い出す。
異邦人としての能力は水晶を操ること。必殺技名は「逆滝・クリスタルソード」。
なお、種村有菜の連載作品の主人公の相手役の中でも主人公への想いは控えめな方で、他のキャラのように無理矢理主人公に接吻することはなかった。
神氷月（じん ひづき） / 魔氷異邦人（アイスストレンジャー）
声 - 植木誠
9月8日生まれのO型。22歳。
響古のボディーガード。学校では護衛のために学校理事に秘密で響古のクラス担任をしている。異邦人であるということは12人の中で最後に判明した。
逆滝の義理の兄。竜族の生き残りと思われたが、実は魔族であり、竜族の村を滅ぼした主犯であった。飄々としている部分と、残酷な部分を持ち合わせた性格。響古のことが好きで、しばしば眠っている響古にキスを繰り返していた。
最終話で逆滝をはじめ、他の異邦人達が響古に関する記憶を次々に取り戻す中、最後に記憶を取り戻したのが悔しかったらしく、逆滝に突っかかり、水乃に「陰険なタレ目」と呼ばれてしまう。
異邦人としての能力は氷を操ること。
男なのに星座がおとめ座であることを気にしている。
桃人華蓮（ももと かれん） / 桃華異邦人（フラワーストレンジャー）
3月12日生まれのA型。15歳。
華族の族長。
学校に通っていた頃からの響古の親友。響古の誕生式典では舞姫として祝いの舞を披露した。
男性恐怖症で男性に触れると涙が出るが、そうならなかった相手である木耳の屋敷で薔薇の世話を任されるも、彼が自分を「コレクター品」として扱う犯罪者として響古に摘発されたことで別れ、吹っ切れる（その後、改心した木耳から世話をしていた薔薇を贈られた）。後に鳥羽と付き合うことに。
『かんしゃく玉のゆううつ』の智香と性格が被っているらしい。
異邦人としての能力は花を操ること。必殺技名は「華蓮フラワー・キャロライナ」。
黄西砂来（おにし さらい） / 雷鳴異邦人（サンダーストレンジャー）
4月17日生まれのO型。19歳。
ヘビ族の族長。ウィドシークの弟。ウィドシークが村を出た為、族長になった。水乃のことが好き。好物はカエル。
異邦人としての能力は雷を操ること。
ウィドシークが連れている飼い蛇・スネちゃまと遠距離恋愛中の蛇・アナコを飼っている。
蒼波水乃（そうば みずの） / 流水異邦人（アクアストレンジャー）
2月1日生まれのB型。18歳。
魚族の族長。本来は族長になるはずの兄・銀牙がウィドシークについて村を出たために族長となった。
ブラコンであり、銀牙を恋に近い感情で慕っていたが、自身を助けてくれた砂来を次第に好きになり、後に砂来と結ばれる。
通常、魚族は人間と魚の入り混じった姿をしている（彼女の場合は人魚状態）が、異邦人として覚醒したあとは普通の人間と同じ姿をとることができる。
一人称は「わらわ」で、語尾に「じゃ」がつく（作者曰く、広島弁のつもりだったらしい）。
異邦人としての能力は水を操ること。必殺技は「水乃・アクアマーメイド」。
茶碧葉樹（さみどり ようじゅ） / 木葉異邦人（リーフストレンジャー）
5月3日生まれのAB型。14歳。
樹族の族長。心優しいがちゃっかりした性格（穏やか腹黒系とも言える）。姿は妖精をイメージしている。
連載の終盤に何の脈絡もなく唐突に登場した6人の異邦人の1人であり、本編ではほとんど出番はなかった。前述にて説明した作者の独断による打ち切りの犠牲者となった登場人物の1人である（以下に紹介する5人の異邦人も同様）。
文庫版2巻に収録された未発表番外編『その風が吹くなら』において、響古と出会った時点で自分以外の樹族は滅亡してしまったことが説明された。
茅緑風麻（ちりょく ふうま） / 疾風異邦人（ウインドストレンジャー）
8月20日生まれのA型。13歳。
風族の族長。異邦人の中では一番小さく（140cm）最年少。食欲旺盛でやんちゃ。葉樹のことが好き（初恋）。
煌紫鳥羽（きらし とば） / 飛鳥異邦人（バードストレンジャー）
11月11日生まれのAB型。24歳。
鳥族の族長で異邦人の最年長。いつも鳥を連れている。相手をふんわり優しく包み込む大人な性格。響古と憂の誕生祭典で見た華蓮に一目惚れし、後に華蓮と付き合うことになる。
焔燐（ほむら りん） / 火炎異邦人（ファイアーストレンジャー）
10月5日生まれのO型。23歳。
鬼族の族長。姐御肌で男勝り。金が好き。関西弁でしゃべる。村に彼氏がいる。異邦人のコスチュームでは帽子の下になっているので見えないが、2本の短めの角がある。ハリセンのような形の異邦人の杖が特徴。
白季刹那（しらき せつな） / 白雪異邦人（スノウストレンジャー）
1月1日生まれのAB型。21歳。
雪族の族長で、雪女の村にいたらしい。無口で無表情。雪女の村は彼以外は女しかいないらしく、村で虐げられていた為に人付き合いをしたがらない。
文庫版のキャラ紹介では、仲間になるまでは暗殺仕事をしていて、それが負い目になっている。無口で無愛想だが根は優しい。夜深と良い感じの仲。
麗黒夜深（りこく やみ） / 暗闇異邦人（ダークストレンジャー）
12月12日生まれのA型。20歳。
猫族の族長。猫族は魔術が使え、彼女も魔女の1人である。常に敬語で喋る。感情表現が苦手で少し照れ屋。魔剣「リ＝ナイト」を作り、氷月に渡した。刹那とは良い感じの仲。ウィドシークの知人。
後作の『紳士同盟†』に出てくる絵本『忘れられない魔女の歌』にも「魔女」として登場する（もともと、彼女が響古らの仲間となる話）。

### 異邦人の関係者
クロノス
時を操ることが出来る時の神。響古の実の父親。時の神の子供は生まれて16歳になるまでは人間の身体を借りて精神を成長させねばならないため、憂の父親・地球王に、響古と同じ日に生まれた唯一の人間である憂の身体を貸してくれるよう頼んだ。響古に時の神としての力を目覚めさせるため、時空石（杖ちょん）に姿を変えていた。
杖ちょん（正式名称 / タイム・スコーピオン・ケイン）
時を操るための杖。響古のパートナー的存在。口が悪い。その正体は、響古の父・時の神クロノスであり、杖の先端についている時空石は人間時は額飾りにつく。

### 地球国
朱臣憂（すおみ うい）
6月10日生まれのA型。
響古の義理の妹。響古とは違う、正真正銘の王族。食べることが好き。16年間響古に身体を貸していたため、少々感情が未発達で、破天荒な行動をする。また、少々子供っぽい一面も目立っている。
身体を響古に貸していた間何度もキスをされた記憶があるため氷月に恋心を抱き、いつも追い回している。
知能も未発達であり、響古から様々な入れ知恵を教わる（「トンズラ」など）。
地球王（ちきゅうおう）
声 - 植本潤
4月28日生まれのO型。本名不明。
ちょこらからは「キング」と呼ばれる。
響古と憂の父親。アルビノ。最新鋭の手術で歳を取らない体にしている。亡くなった妻・季結を今でも愛している。
生まれたばかりの憂の身体をクロノスの娘（響古）に貸すかわりに、憂を産んで亡くなった季結の遺体の時を止めてもらった。その遺体は後に響古の精神体を宿すことに。
実の娘ではない響古に、一緒に暮らすうち愛情を抱くようになった。
ちょこら（正式名称 / チョコリーナM120）
声 - 宍戸留美
地球王のお気に入りのネコ型アンドロイド。チョコレートが大好き（1日5枚が原動力）。不良品として始末される所を地球王に拾われ、彼を愛している。『アニマル横町』のイヨとまぶダチ。語尾に「に」がつく。地球王の亡くなった妻に似ているらしい。

### 木端微塵☆
ウィドシーク
声 - 楠大典
盗賊団「木端微塵☆」のリーダー。砂来の兄。ウィドシークは偽名で、本名は暁良（あきら）。本当はヘビ族の族長をやらねばならないのだが、一族が蛇の呪いにかかってしまい、弟の砂来に感染する前に呪いを解くため村を出て盗賊になった。超の軽薄な女好きで何人も恋人がいるが、響古に本気で惚れている。
明るいお調子者で部下からは慕われているが、その身体は既に呪いに蝕まれており残りの命は少ない。響古が過去に戻り呪いを受けないよう歴史を書き換えようか、と尋ねるが「この呪いで得たものも多い」と断った。
スネちゃまという飼い蛇がいる。
蒼波銀牙（そうば ぎんが）
声 - 鶴岡聡
盗賊団「木端微塵☆」の参謀。水乃の兄。医者。
本当は魚族の族長をやらねばならないのだが、ヘビの呪いにかかったウィドシークを放っておけず、ウィドシークが断るのを聞かずにウィドシークに同行して村を出た。普段は冷静だがウィドシークに何かあると取り乱す。

### その他
木耳 満（きくらげ みつる）
華蓮を好きになり、彼女と半ば同棲していた青年。実は闇オークションの常連で、華蓮に近づいたのも華族のキリトの長としての価値がある彼女を売り飛ばそうとしていたためだった。しかし華蓮を助けにきた響古たちによって闇オークションも潰される羽目になった。
タコどん
水乃の従者。タコの姿をしている。
ラルツォーネ
魔族の女性。魚族の海の牢屋に閉じ込められ、長い年月そこから出たことがない。しかし、水乃の相談ごとには耳を貸し、彼女に牢屋を開けさせるためにあれこれ入れ知恵をしていた。牢屋が開いた途端に水乃にかみつくが、砂来によって倒され石にされる。
シーバ
燐の彼氏。鬼族。燐が村に久々に帰ってくると喜ぶが、またすぐに帰らねばならない彼女を引き留めたがる。

## サブタイトル
| 単行本 | 話数   | 収録話                                                                | 書籍情報                              |
| ------ | ------ | --------------------------------------------------------------------- | ------------------------------------- |
| 第1巻  | 1      | 過去はひとつ、未来はあなたの心のなかに                                | 2001年3月発売 ISBN 978-4-08-856265-0  |
| 第1巻  | 2      | 時をこえて                                                            | 2001年3月発売 ISBN 978-4-08-856265-0  |
| 第1巻  | 3      | それが2人のタイミング                                                 | 2001年3月発売 ISBN 978-4-08-856265-0  |
| 第1巻  | 4      | 君だからここにいる                                                    | 2001年3月発売 ISBN 978-4-08-856265-0  |
| 第1巻  | 番外編 | リトル・プリンセス                                                    | 2001年3月発売 ISBN 978-4-08-856265-0  |
| 第2巻  | 5      | きっと素敵な恋の歌                                                    | 2001年7月発売 ISBN 978-4-08-856296-4  |
| 第2巻  | 6      | 砂の帝国・水の楽園                                                    | 2001年7月発売 ISBN 978-4-08-856296-4  |
| 第2巻  | 7      | 好きなもの=守りたい                                                   | 2001年7月発売 ISBN 978-4-08-856296-4  |
| 第2巻  | 8      | 姫君のレプリカ                                                        | 2001年7月発売 ISBN 978-4-08-856296-4  |
| 第2巻  | 9      | たとえ何度切れようと、絆は僕がつなぐから                              | 2001年7月発売 ISBN 978-4-08-856296-4  |
| 第3巻  | 10     | 光の皇子・影の王子                                                    | 2001年12月発売 ISBN 978-4-08-856333-6 |
| 第3巻  | 11     | そして君は夢から覚めた                                                | 2001年12月発売 ISBN 978-4-08-856333-6 |
| 第3巻  | 12     | その涙は誰のもの? その笑顔は誰のため…                                 | 2001年12月発売 ISBN 978-4-08-856333-6 |
| 第3巻  | 13     | 一瞬は、今も強い光をあびている。                                      | 2001年12月発売 ISBN 978-4-08-856333-6 |
| 第3巻  | 番外編 | ちょこらにおまかせ                                                    | 2001年12月発売 ISBN 978-4-08-856333-6 |
| 第3巻  | 番外編 | 4コマまんが                                                           | 2001年12月発売 ISBN 978-4-08-856333-6 |
| 第3巻  | 番外編 | 時空異邦人KYOKO×アニマル横町 ちょこらVSイヨ!?びっくりどっきり大作戦!! | 2001年12月発売 ISBN 978-4-08-856333-6 |

## 余談
- 華蓮のお守り、セント・ラヴァーズは『神風怪盗ジャンヌ』の番外編、『即席!?アクセス伝説★』で出てくるものと同じ名前だったり、暗闇異邦人の夜深の未公開エピソードの一つが『忘れられない魔女の歌』という絵本として、『紳士同盟†』に出ていたりと、他作品とのコラボも見られる。
- コミックス3巻の表紙イラスト（ポスター）は、作者がこの作品の原型を生み出した頃に描いたイラストのリメイクであることが3巻の柱で明かされている。
- ストレンジャーの服には円形のアクセサリー（輪っか）がついている（大抵はファスナーになっている）という共通点がある。ちょこらにもあるが、これは無関係。
- 同じりぼん連載作品『アニマル横町』とコラボした合作の短編が描かれた。ちょこらが『アニ横』の世界へ迷い込んで、イヨとまぶダチになったのもこの時である。ちょこらはイヨから手足がみょ〜んと伸びる特技を伝授された。
- 異種族の名称として「キリト」という造語が使われているが、これはアニメ『神風怪盗ジャンヌ』の第一期エンディングテーマ『ハルカ…』を歌うバンド、PIERROTのボーカルの名前と同一である。
- 日本の少女漫画の人気が高いドイツにおいて、種村有菜作品の人気が高く、本作の単行本はドイツにおける2003年の漫画売り上げで7位、『イ・オ・ン』も並んで8位にランクインした「ドイツにおける日本マンガ市場の実態」PDFファイル。

## アニメ
2001年8月2日に開催された「りぼんおたのしみアニメ祭り2001」で上映するために短編アニメが作られた。タイトルは『時空異邦人KYOKO ちょこらにおまかせ!』。『りぼん』2001年11月号の応募者全員サービス企画で、『グッドモーニング・コール』の短編アニメも同時収録されたオリジナルアニメビデオが登場した。

### キャスト
- ちょこら - 宍戸留美
- キング - 植本潤
- ウィドシーク - 楠大典
- 朱臣響古 - 水野理紗
- 神逆滝 - 林伊織
- 神氷月 - 植木誠
- 蒼波銀牙 - 鶴岡聡
- 部下A - 山崎樹範
- 部下B - 竹本英史
- 部下C - 竹内順子

### スタッフ
- 監督・絵コンテ - 荒川眞嗣
- 脚本 - 志茂文彦
- 演出 - 界日和
- キャラクターデザイン・作画監督 - 飯田宏義
- 美術監督 - 朝倉千登勢
- 色彩設定 - こばやしみよこ
- 撮影監督 - 幕田充宏、桑原賢治
- 編集 - 布施由美子、野尻由紀子
- 音響演出 - 郷田ほづみ
- 音楽 - 稲葉光秀
- プロデューサー - 松下洋子、すぎやまあつお
- アニメーション制作 - トランス・アーツ
- アニメーション制作協力 - プロダクション I.G
- 制作 - NAS
- 製作・著作 - 集英社